# SŽ-Baureihe 312
Die Fahrzeuge der SŽ-Baureihe 312 sind elektrische Triebzüge der Slowenischen Staatsbahn (SŽ) für den Regionalverkehr. Sie entsprechen dem Fahrzeugkonzept Desiro Classic von Siemens Mobility (vormals Siemens Transportation Systems).

## Hersteller
Den Gesamtauftrag im Wert von etwa 97 Millionen Euro über zusammen 30 Triebzüge erhielt die Firma Siemens im Mai 1998. Hersteller waren die Firmen Siemens SGP Verkehrstechnik und TVT Nova in Slowenien, einer Tochterfirma von Siemens Österreich. Beide Firmen arbeiteten seit 1999 nach einem Kooperationsvertrag. Die mechanische Konstruktion fand bei Siemens TS in Krefeld statt. Die Produktion befand sich hauptsächlich in Maribor, die Abnahmeprüfung wurde in Ljubljana durchgeführt. Die erste Auslieferung fand im September 2000 statt. Der letzte Zug wurde im Juli 2002 dem Kunden übergeben.
Eingesetzt werden die Züge im Vorortverkehr von Ljubljana sowie auf den Strecken Ljubljana–Koper, Ljubljana–Jesenice, Ljubljana–Dobova, Maribor–Zidani Most und Maribor–Spielfeld-Straß.